# Marco Histórico Nacional na Virgínia Ocidental
A lista de Marco Histórico Nacional na Virgínia Ocidental contem os marcos designados pelo Governo Federal dos Estados Unidos para o estado norte-americano da Virgínia Ocidental.
Existem 16 Marcos Históricos Nacional (NHLs) na Virgínia Ocidental. Eles estão distribuídos em 14 dos 55 condados do estado. O primeiro marco da Virgínia Ocidental foi designado em 19 de julho de 1964 e o mais recente em 31 de julho de 2003.

## Listagem atual
Legenda:
| NRHP | Registro Nacional de Lugares Históricos |
| NHL  | Marco Histórico Nacional                |
| NHLD | Distrito Histórico Nacional             |
| HD   | Distrito Histórico                      |
| NHS  | Local Histórico Nacional                |
| NMEM | Memorial Nacional dos EUA               |
| NMON | Monumento Nacional dos EUA              |
| NHP  | Parque Histórico Nacional dos EUA       |
| NMP  | Parque Nacional Militar dos EUA         |

| [ 2 ] | Nome                                                   | Imagem | Inclusão                          | Localidade e coordenadas | Condado    | NHLS     | Observações |
| ----- | ------------------------------------------------------ | ------ | --------------------------------- | --- | ---------- | -------- | ----------- |
| 1     | Alexander Wade House                                   |        | 21 de dezembro de 1965 (59 anos)  | Morgantown 39° 37′ 29″ N, 79° 57′ 30″ O                                                                                                | Monongalia | 66000752 |             |
| 2     | Descanso do Viajante (Virgínia Ocidental)              |        | 28 de novembro de 1972 (52 anos)  | Kearneysville 39° 23′ 17″ N, 77° 54′ 03″ O                                                                                             | Jefferson  | 72001288 |             |
| 3     | Distrito Histórico de Davis e Elkins                   |        | 7 de junho de 1988 (36 anos)      | Campus da Faculdade Davis & Elkins, Elkins 38° 55′ 50″ N, 79° 50′ 48″ O                                                                | Randolph   | 82004329 |             |
| 4     | Distrito Histórico da Empresa de Carvão e Coque Elkins |        | 4 de maio de 1983 (41 anos)       | Bretz 39° 32′ 42″ N, 79° 48′ 35″ O | Preston    | 83003249 |             |
| 5     | Distrito Histórico de Matewan                          |        | 18 de fevereiro de 1997 (28 anos) | Delimitado aproximadamente pela McCoy Alley, Mate Creek RR Bridge, Railroad Street e Warm Hollow, Matewan 37° 37′ 23″ N, 82° 09′ 59″ O | Mingo      | 93000303 |             |
| 6     | Edifício Principal do Hospital Weston                  |        | 21 de junho de 1990 (34 anos)     | Weston 39° 02′ 19″ N, 80° 28′ 17″ O | Lewis      | 78002805 |             |
| 7     | Igreja Metodista Episcopal Andrews                     |        | 5 de outubro de 1992 (32 anos)    | East Main Street, 11, Grafton 39° 20′ 26,64″ N, 80° 01′ 06,75″ O                                                                       | Taylor     | 70000667 |             |
| 8     | Independence Hall da Virgínia Ocidental                |        | 20 de junho de 1988 (36 anos)     | 16th e Market Streets, Wheeling 40° 03′ 00″ N, 80° 43′ 20″ O                                                                           | Ohio       | 70000660 |             |
| 9     | Local Clover                                           |        | 27 de abril de 1992 (32 anos)     | Lesage | Cabell     | 92001881 |             |
| 10    | Lojas Baltimore e Ohio da Ferrovia Martinsburg         |        | 31 de julho de 2003 (21 anos)     | Martinsburg 39° 27′ 39″ N, 77° 57′ 34″ O                                                                                               | Berkeley   | 03001045 |             |
| 11    | Mansão Campbell                                        |        | 19 de abril de 1994 (30 anos)     | Leste de Bethany na West Virginia Route 67 40° 12′ 27,5″ N, 80° 32′ 51,5″ O                                                            | Brooke     | 70000651 |             |
| 12    | Monte Grave Creek                                      |        | 19 de julho de 1964 (60 anos)     | Tomlinson e 9th Streets, Moundsville 39° 55′ 00,86″ N, 80° 44′ 40,49″ O                                                                | Marshall   | 66000751 |             |
| 13    | Old Main, Faculdade Bethany                            |        | 21 de junho de 1990 (34 anos)     | Bethany 40° 12′ 20,83″ N, 80° 33′ 37,11″ O                                                                                             | Brooke     | 70000652 |             |
| 14    | Ponte Pênsil Wheeling                                  |        | 15 de maio de 1975 (49 anos)      | 10th e Main Streets, Wheeling Coordenadas : formato inválido                                                                           | Ohio       | 70000662 |             |
| 15    | Radiotelescópio Reber                                  |        | 20 de dezembro de 1989 (35 anos)  | Observatório Nacional de Radioastronomia na WV 28, Green Bank 38° 25′ 48,61″ N, 79° 49′ 04,45″ O                                       | Pocahontas | 72001291 |             |
| 16    | The Greenbrier                                         |        | 21 de junho de 1990 (34 anos)     | U.S. Route 60, White Sulphur Springs                                                                                                   | Greenbrier | 74002000 |             |

## Áreas históricas do NPS na Virgínia Ocidental
Locais históricos nacional, parques históricos nacional, alguns monumentos nacional e determinadas áreas listadas no Sistema Nacional de Parques são marcos históricos de importância nacional, geralmente já protegidos antes mesmo da criação do programa NHL em 1960.
Existem 2 dessas áreas na Virgínia Ocidental.
|   | Nome                                              | Imagem | Inclusão                       | Localidade e coordenadas                                           | Condado    | NRIS     | Observações |
| - | ------------------------------------------------- | ------ | ------------------------------ | ------------------------------------------------------------------ | ---------- | -------- | ----------- |
| 1 | Parque Histórico Nacional Canal Chesapeake e Ohio |        | 8 de janeiro de 1971 (54 anos) | Rodeado pelo Rio Potomac desde Georgetown, D.C. até Cumberland, MD | Washington | 66000036 |             |
| 2 | Parque Histórico Nacional Harpers Ferry           |        | 1963 (62 anos)                 | Na confluência dos rios Shenandoah e Potomac, Harpers Ferry        | Jefferson  | 66000041 |             |

## NHL extinto
Um local em Vermont foi designado Marcos Históricos Nacional e, posteriormente, de-designados.
|   | Nome                | Imagem | Inclusão                                                                   | Localidade e coordenadas | Condado | Observações |
| - | ------------------- | ------ | -------------------------------------------------------------------------- | ------------------------ | ------- | --- |
| a | Prisão Mother Jones |        | 27 de abril de 1992 (32 anos) Excluído em 22 de setembro de 1997 (27 anos) | 305 Center St., Pratt    | Kanawha | O prédio foi demolido pelos proprietários entre 1 de abril e 10 de maio de 1996. A designação foi retirada no ano seguinte. |